# بازدانگان
بازدانگان از قدیمی‌ترین درختان امروزی بر روی کره زمین هستند. برخلاف دیگر گیاهان بدون گل، بازدانگان دارای دانه هستند. از جمله فراوان‌ترین گونه‌ها گروه کاجها هستند که دانه‌های خود را داخل مخروط کاج تولید می‌کنند. بازدانه‌ها همچنین شامل سرخسهای نخلی، درخت معبد و یک نوع گیاه عجیب صحرایی به نام ول‌ویچیا هستند. بازدانه‌ها همچنین از گیاهان همیشه سبز هستند که برگ ریزان ندارند. همچنین توانایی رویش در مناطق سرد و معتدل را دارند.
ریشه و ساقه و برگ حقیقی دارند. برگ‌های آن‌ها سوزنی شکل است و به آنها گیاهان همیشه سبز می‌گویند زیرا برگ سوزنی داشته و آب خود را از دست نمی‌دهند.
علت نامگذاری این گروه به این دلیل است که دانه برخلاف نهان دانگان در محوطه‌های بسته قرار ندارند بلکه میوه‌ها حول محوری جمع شده و مخروط را می‌سازند به همین دلیل به بازدانگان مخروط دار نیز می‌گویند.
مخروط شامل چند پولک می‌باشد که به‌طور منظم یک محور قرار دارند و پولکا برگهای تغییر شکل یافته هستند در واقع هر یک از پولک‌های مخلوط که حاوی یک دانه است در حکم میوه می‌باشد.
درخت کاج از نظر ساختمان تشریحی ریشه و ساقه شبیه گیاهان دو لپه می‌باشد شاخه‌های کاج بر دو نوع شاخه‌های بلند به وسیله برگهای فلس مانند ای قهوه ای رنگ پوشیده شده بر روی فرعی کوچکی را که همان شاخه‌های کوتاه هستند به وجود آوردند شاخه‌های کوچک دارای برگهای سوزنی شکل هستند که بر حسب گونه کاج ابتدای هر دو سه چهار یا پنج برگ با هم به وسیله غلاف پوشیده می‌شود.